# Tipula hirticula
Tipula hirticula är en tvåvingeart som beskrevs av Alexander 1953. Tipula hirticula ingår i släktet Tipula och familjen storharkrankar. Inga underarter finns listade i Catalogue of Life.